# NGC 1452
NGC 1452 је спирална галаксија у сазвежђу Еридан која се налази на NGC листи објеката дубоког неба.
Деклинација објекта је - 18° 37' 59" а ректасцензија 3h 45m 22,3s. Привидна величина (магнитуда) објекта NGC 1452 износи 11,9 а фотографска магнитуда 12,8. Налази се на удаљености од 22,8000 милиона парсека од Сунца. NGC 1452 је још познат и под ознакама NGC 1455, ESO 549-12, MCG -3-10-44, IRAS 03430-1847, PGC 13765.